# Erik Vliegen
Erik Vliegen (* 20. Juli 1978 in Malmedy) ist ein belgischer Ausdauersportler in den Disziplinen Trailrunning, Skilanglauf, Triathlon, Duathlon und ehemals Biathlon.
Im Biathlon bestritt er die Europacup-Saison 2004/05 im IBU-Cup. Sein erstes Rennen bestritt er im norwegischen Geilo. Seinen einzigen Punkt gewann er beim vorletzten Rennen.
Höhepunkt seiner Biathlon-Karriere war die Teilnahme an den ersten Sommerbiathlon-Europameisterschaften 2004 in Clausthal-Zellerfeld. Im Sprint belegte er den 18., im Verfolgungsrennen den 17. Platz.
2006 startete Vliegen in Polen bei den Lowlander Meisterschaften im Skilanglauf und konnte dort beim Skiathlon den dritten Platz belegen. Weitere gute Resultate konnte er bei den belgischen Landesmeisterschaften im Skilanglauf erreichen. 2016 und 2017 gewann er die 10-Kilometer-Rennen im klassischen Stil und ist seitdem A-Kaderathlet im belgischen Nationalteam.
Im Sommer nahm Vliegen wiederholt am Schweizer Multisport-Event Gigathlon teil. Hier erreichte er im Jahr 2002 beim 7-Days-Gigathlon mit einer Gesamtzeit von 72 Stunden den achten Rang in der Kategorie „Single Man“. Im Jahr 2001 bestritt er den  Ironman in Roth. Für den PSV Bonn startete er als Triathlet in der 2. Bundesliga  und schaffte mit dem Team den Aufstieg in die 1. Bundesliga.
Vliegen studierte an der medizinischen Fakultät der Universität Lüttich. Er ist mit der ebenfalls erfolgreichen Sportlerin Tina Gartz verheiratet. Seit 2014 lebt er mit seiner Familie im Schweizer Engadin, wo er als Physiotherapeut und Personal-Trainer tätig ist.